# Хорватський бог Марс
Хорватський бог Марс — збірка оповідань найвидатнішого хорватського письменника XX століття Мирослава Крлежі, головним чином антивоєнної та соціальної тематики.
Вперше була видана 1922 року, потім у 1933, а свого кінцевого вигляду набула в 1947 році.

## Зміст книги
Зазвичай складається з таких новел:
- Битва біля Бистриці Лісної
- Королівська угорська домобранська новела
- Три домобрани
- Барак 5 В*
- Домобран Ямбрек
- Смерть Франя Кадавера
- Хорватська рапсодія

## Тема
Темою оповідань є безглузде страждання хорватських домобранів, відправлених на бійню східного фронту (Галичину), а стиль є характерним для Крлежі — поєднання імпресіонізму та експресіонізму, посиленої риторики та меланхолійних медитацій. Домінують натуралістичні описи військового життя та смерті, де все занурене в атмосферу неявних коментарів, які можна відзначити як гнівні та непримиренні. Тут вже помітна ліва орієнтація Крлежі, із сподіванням, що комуністична революція назавжди вирішить проблеми гноблення та імперіалістичних завоювань, в чому полягає одна з його головних відмінностей від воєнної та повоєнної прози французьких та американських авторів, характерної безнадійністю та безглуздістю, як, приміром, у Хемінгуея. Цікаво, що в «Хорватському богові Марсі» збережена хорватська військова термінологія, яка знов увійшла у вжиток зі створенням суверенної хорватської держави.

## Переклад українською мовою та видання
- Українські читачі вперше ознайомилися з творами, представленими у збірці, завдяки перекладу Ярослава Галана уривка з новели «Три домобрани», надрукованого у львівському часописі «Вікна» в 1932 р.[1].
- У 1968 р. у видавництві «Дніпро» виходить цикл новел М. Крлежі «Хорватський бог Марс» у перекладі Семена Панька. Друге видання книги в тому ж перекладі здійснене видавництвом «Дніпро» в 1981 р.
- В часописі "Всесвіт" (№ 9-12 за 2021) опубліковано переклад оповідання "Барак 5В", яке не було пропущено цензурою в двох радянських виданнях книжки.